# Taqsis
Taqsis (tiếng Ả Rập: تقسيس hay còn gọi là Zawr az Ziyarah (tiếng Ả Rập: زور الزيارة)  là một ngôi làng ở phía bắc Syria, một phần hành chính của Tỉnh Hama, nằm ở phía nam Hama. Các địa phương lân cận bao gồm al-Jinan ở phía bắc, al-Buraq ở phía tây bắc, Tell Qartal ở phía tây, Ghor al-Assi ở phía tây nam, Izz al-Din ở phía đông nam và Taldarah ở phía đông. Theo Cục Thống kê Trung ương (CBS), Taqsis có dân số 3.343 trong cuộc điều tra dân số năm 2004.
Trong thời kỳ đầu của Ottoman, năm 1573, một công trình nước được xây dựng ở khu vực Taqsis. Nó bao gồm một ống dẫn nước và một tòa tháp, cùng với đó là hai bánh xe noria (na'ura). Nó được xây dựng theo phong cách điển hình của những con đập cũ dọc theo sông Orontes. Các norias không còn tồn tại và đập chủ yếu là trong đống đổ nát, mặc dù phần còn lại của cấu trúc là trong tình trạng tương đối tốt.
Taqsis đã bị bỏ rơi vào những năm cuối của thế kỷ 18, và vào năm 1838, ngôi làng được phân loại là khirba ("ngôi làng bị bỏ hoang"). Tuy nhiên, đến cuối thời kỳ cai trị của Khedivate Ai Cập (1832-1841), Taqsis nằm trong số 20 ngôi làng dọc theo rìa sa mạc Syria bị tái lập. Trong khi hầu hết những nơi nhỏ, nông nghiệp này đã bị bỏ hoang trong những năm 1840 do áp lực của các bộ lạc du mục chiến tranh, Taqsis vẫn bị chiếm đóng.